# Xã Taylor, Quận Benton, Iowa
Xã Taylor (tiếng Anh: Taylor Township) là một xã thuộc quận Benton, tiểu bang Iowa, Hoa Kỳ. Năm 2010, dân số của xã này là 815 người.